# Cut the buttons
«Cut the Buttons» (рус. Отрежь пуговицы) — это игра с поддержкой операционной системы IOS, жанр аркада. Разработчик «Open Name», Россия. Игра выпущена 4 ноября 2011 года.

## Концепция игры
С помощью ножниц игрок должен срезать пуговицы с пролетающих кусков ткани и по возможности поймать срезанные пуговицы в подвижную кружку, которая находится внизу экрана. Помимо обычных пуговиц в игре есть пуговицы, которые нельзя срезать. Опасные пуговицы прикручены на металлические болты.
Игроки получают бонусные баллы или дополнительные жизни за каждые сто пуговиц, пойманных в кружку.
Игра имеет два основных режима: Классика и Аркада. В классическом варианте игра заканчивается, если игрок не срезал три или более пуговиц с трех кусков ткани. В аркадном режиме игра заканчивается по истечении выбранного периода времени (1, 3 или 5 минут).
Версия «Cut the Buttons» для iPad отличается наличием режима Мультиплеер, благодаря которому в игру могут играть одновременно два пользователя на одном устройстве.1

## Значимость
Игра «Cut the Buttons» разработана с максимальным использованием функции мультитач, игра действительно является необычной и уникальной в своем роде.2 Благодаря необычному управлению игра была признана уникальным тренажером мелкой моторики для людей любых возрастов.34

## Достижения
- В период проведения «Paid to Free» кампании (c 06.02.2012 по 11.02.2012), игра «Cut the Buttons» заняла первое место среди бесплатных приложений магазина Apple App Store в 48 странах, а также вошла в пятерку лучших в 34 странах. Максимальное количество установок игры в сутки превысило 700 000 копий.5

- Игра неоднократно была отмечена Apple в категориях New and Noteworthy и What’s Hot.
- «Cut the Buttons» вошла в список лучших игр для iPhone и iPad в Китае за 2012 год.